# Фонтана Лири
Фонтана Лири (итал. Fontana Liri) је насеље у Италији у округу Фрозиноне, региону Лацио.
Према процени из 2011. у насељу је живело 435 становника. Насеље се налази на надморској висини од 149 м.

## Становништво
Према резултатима пописа становништва 2011. у општини је живело 2.993 становника.
| 1931. | 1936. | 1951. | 1961. | 1971. | 1981. | 1991. | 2001. | 2011. |
| ----- | ----- | ----- | ----- | ----- | ----- | ----- | ----- | ----- |
| 3.895 | 4.246 | 4.164 | 3.492 | 3.177 | 3.248 | 3.303 | 3.215 | 2.993 |